# Pontodrilus bermudensis
Pontodrilus bermudensis är en ringmaskart som beskrevs av Frank Evers Beddard. Pontodrilus bermudensis ingår i släktet Pontodrilus och familjen glattmaskar. Inga underarter finns listade i Catalogue of Life.